# LeFrak City (Queens)
LeFrak City est un ensemble urbain de la municipalité de New York, situé au cœur de l’arrondissement du Queens dans la partie la plus méridionale du quartier de Corona. Il est situé entre Junction Boulevard à l’ouest, la 57e Avenue au nord, la 99e rue à l’est et la Long Island Expressway au sud.

## Toponymie
LeFrak City a été nommé d'après le nom de la société de promotion immobilière, la LeFrak Organization, fondée par Samuel J. LeFrak.

## Histoire
LeFrak City est un ensemble immobilier de près de 4600 appartements bâti en 1962-1971, principalement pour les familles de la classe ouvrière ou de la classe moyenne qui ne pouvaient pas se permettre, ou ne désiraient pas vivre à Manhattan... Le terrain sur lequel se trouve LeFrak City était auparavant un marais et le complexe a été construit au sommet de Horse Brook, un petit ruisseau qui serpentait autrefois à travers Elmhurst, le long du chemin de la Long Island Expressway.